# Penisola di Bōsō

La penisola di Bōsō vista dal satellite

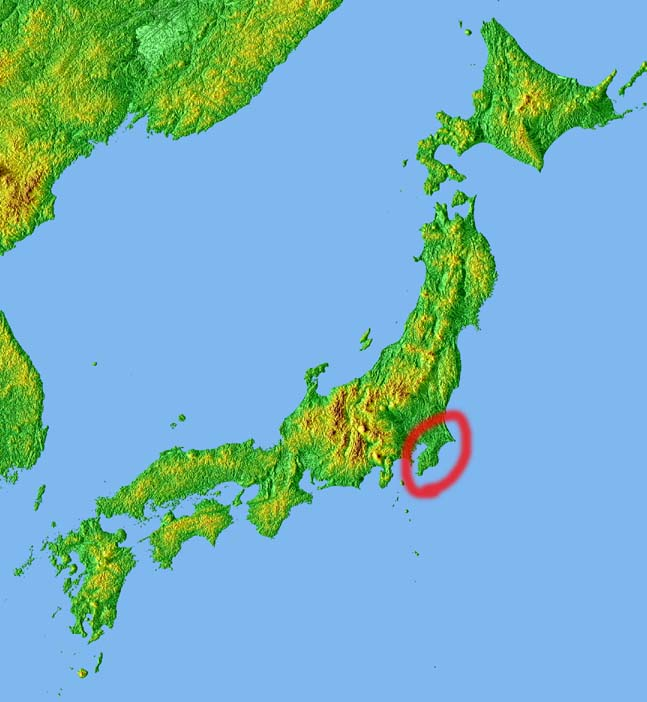
Localizzazione della penisola di Bōsō

La penisola di Bōsō (房総半島?, Bōsō-hantō) è una penisola il cui territorio corrisponde a quello della prefettura di Chiba, nell'isola di Honshū, in Giappone. Si estende per circa 130 km nell'Oceano Pacifico, dando forma alla baia di Tokyo a ovest. La penisola ha una larghezza massima di 106 km ed è caratterizzata da ampie valli e basse colline, la cui altezza varia da sud-est (dove raggiungono in media un'altezza di 100 m) a nord-ovest (30 m). La costa è lunga circa 534,4 km e presenta uno scenario variegato: la spiaggia di Kujūkuri si estende lungo il Pacifico nel nord-est, mentre l'altopiano di Shimōsa costituisce il confine settentrionale della penisola insieme alla golena del fiume Tone.
Nella parte meridionale della penisola si trova il parco seminazionale di Minami Bōsō, mentre a nord-est vi è il parco seminazionale di Suigō-Tsukuba, posto al confine tra la prefettura di Ibaraki e quella di Chiba.
A causa della sua vicinanza geografica con la frattura di Sagami (nella baia di Sagami), la penisola è sovente soggetta a terremoti di varia intensità: il terremoto del Genroku del 1703 e quello del Kantō del 1923 furono due dei più forti terremoti che colpirono l'area.